# 「榮耀藝術」文化勳章獎章

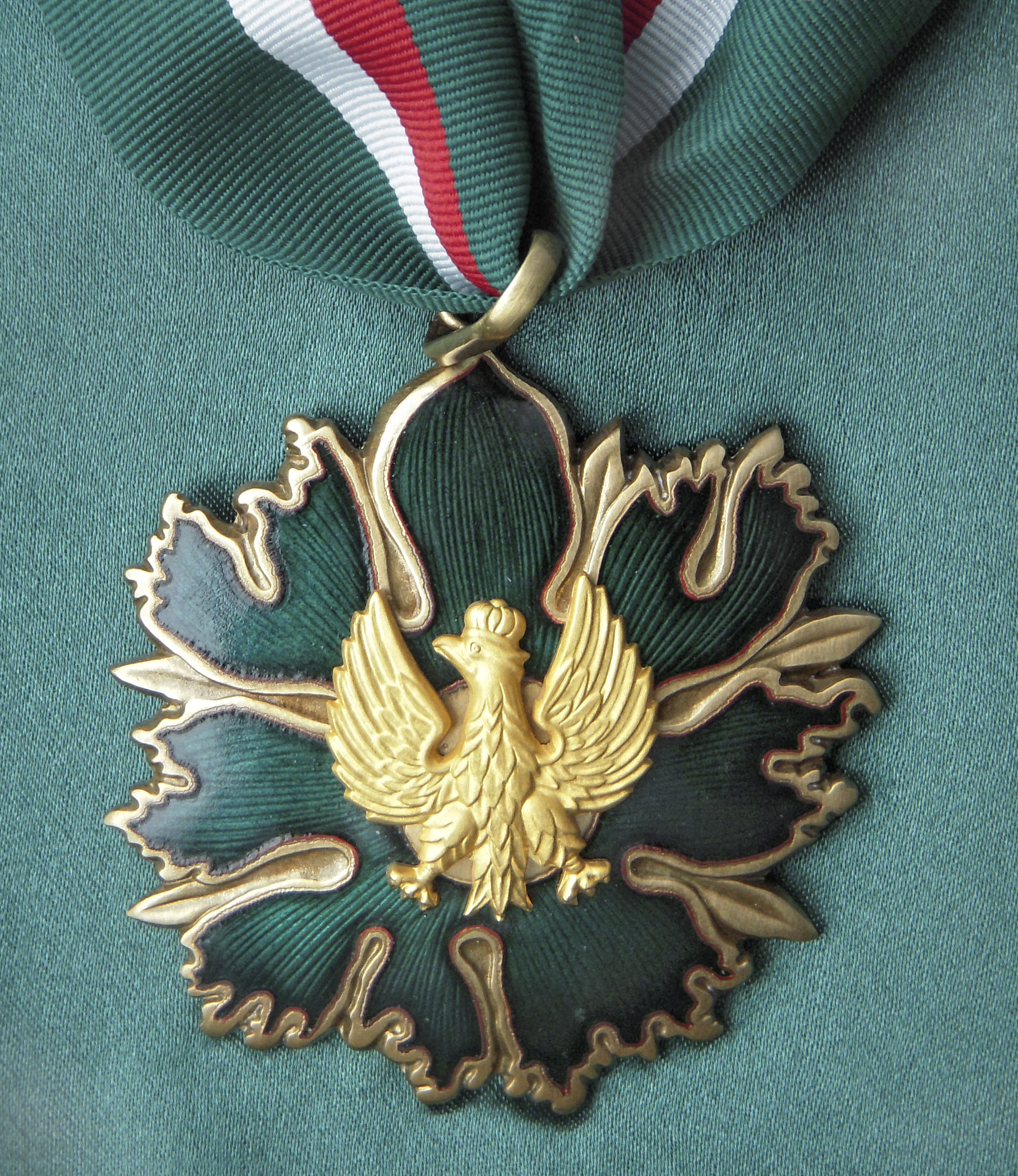
「榮耀藝術」文化勳章金質獎章

文化勳章獎章 – 「榮耀藝術」（波蘭語： Zasłużony Kulturze - Gloria Artis）或榮耀藝術獎章，是波兰共和国文化和民族遗产部（Ministry of Culture and National Heritage of the Republic of Poland）向对波兰文化和民族遗产做出杰出贡献或保护的个人和组织，所颁发的波兰艺术部门勋章。 
奖章分为三个级别：金、银、铜，分别带有绿色、蓝色或紫红色丝带，中央有白色和红色条纹。该奖项于 2005 年 6 月 17 日设立，作为文化和教育管理总体改革的一部分，取代先前的“ Zasłużony Działacz Kultury ”荣誉徽章。 

## 画廊
- 文化勳章金质奖章的丝带
- 文化勳章銀质奖章的丝带
- 文化勳章銅质奖章的丝带

## 另見
- 波兰文化功勋勋章（英语：Decoration of Honor Meritorious for Polish Culture）
- 波兰的勋章、勋章和奖章（英语：Orders, decorations, and medals of Poland）